# راكدة غيلنبرجية
راكدة غيلنبرجية (الاسم العلمي: Acinetobacter gyllenbergii) هي نوع من البكتيريا يتبع جنس الراكدة من الفصيلة الموراكسيلية.